# Доклад о мировом развитии
Доклад о мировом развитии (англ. World Development Report, WDR) — ежегодный доклад, публикуемый с 1978 года Всемирным банком. Каждый из докладов посвящён анализу конкретного аспекта экономического развития. 

## История
Ежегодный доклад Всемирного банка публикуется с 1978 года.

## Доклад о мировом развитии 2019
Тема доклада в 2019 году — «Изменение характера труда».